# Eden (Cumbria)
Eden is een Engels district in het shire-graafschap (non-metropolitan county OF county) Cumbria en telt 49.777 inwoners. De oppervlakte bedraagt 2142 km².
Van de bevolking is 18,7% ouder dan 65 jaar. De werkloosheid bedraagt 2,0% van de beroepsbevolking (cijfers volkstelling 2001).
Het is genoemd naar rivier Eden. Het is het Engelse district met de laagste bevolkingsdichtheid (25 inwoners per km²).

## Civil parishesin district Eden
Ainstable, Alston Moor, Appleby-in-Westmorland, Asby, Askham, Bampton, Barton, Bolton, Brough, Brough Sowerby, Brougham, Castle Sowerby, Catterlen, Cliburn, Clifton, Colby, Crackenthorpe, Crosby Garrett, Crosby Ravensworth, Culgaith, Dacre, Dufton, Glassonby, Great Salkeld, Great Strickland, Greystoke, Hartley, Helbeck, Hesket, Hoff, Hunsonby, Hutton, Kaber, King's Meaburn, Kirkby Stephen, Kirkby Thore, Kirkoswald, Langwathby, Lazonby, Little Strickland, Long Marton, Lowther, Mallerstang, Martindale, Matterdale, Milburn, Morland, Mungrisdale, Murton, Musgrave, Nateby, Newbiggin, Newby, Ormside, Orton, Ousby, Patterdale, Ravenstonedale, Shap, Shap Rural, Skelton, Sleagill, Sockbridge and Tirril, Soulby, Stainmore, Tebay, Temple Sowerby, Threlkeld, Thrimby, Waitby, Warcop, Wharton, Winton, Yanwath and Eamont Bridge.